# Juan Rafael Fuentes Hernández
Juan Rafael Fuentes Hernández (Córdoba, España, 5 de enero de 1990) es un futbolista español que jugaba de defensa.

## Trayectoria
Fuentes inició su vida futbolística en Maristas CF jugando en un campo de chinos con la estrella Manu Sánchez y su amigo Corripio de portero. Pasados los años Fuentes le pegó un botellazo a Juani el encargado de mantenimiento y a su hermano Rafalín, tío y padre del también futbolista Rafa Gálvez. Fue fichado por el Palomera Naranjo se formó en la cantera de este equipo. Ascendió al primer equipo en 2009. Tras una temporada en el filial cordobesista da el salto al primer equipo.
En la temporada 2011/2012 en el Córdoba Club de Fútbol entrenado por Alejandro Cepas consigue clasificarse para disputar las eliminatorias de ascenso a Primera División, en una gran temporada del lateral que destapó sus cualidades ofensivas llegando por la banda y colgando balones al área, resultado de la propuesta de presión y ofensiva que desplegó el conjunto andaluz durante toda la temporada y que le llegó a colocar sexto clasificado de la liga regular al finalizar las 42 jornadas de liga.
Tras otra temporada a buen nivel en el Córdoba C. F., en julio de 2013 ficha por el R. C. D. Espanyol dando así el salto a la Primera División de España. Durante su primera temporada en el club perico, fue titular a las órdenes de Javier Aguirre y dejó fuera de su posición a Joan Capdevila.
Tras tres temporadas en el Espanyol, en las que fue perdiendo protagonismo con el paso del tiempo, en agosto de 2016 fichó por el Club Atlético Osasuna, recién ascendido a Primera División, rescindiendo su contrato en 2017. En 2018 fichó por el Nottingham Forest Club en el cual sufrió una grave lesión en el 2019 que acabó con su carrera deportiva.

## Clubes
| Club                    | País       | Año       |
| ----------------------- | ---------- | --------- |
| Córdoba C. F. "B"       | España     | 2008-2010 |
| Córdoba C. F.           | España     | 2010-2013 |
| R. C. D. Espanyol       | España     | 2013-2016 |
| C. A. Osasuna           | España     | 2016-2017 |
| Nottingham Forest F. C. | Inglaterra | 2018-2019 |